# Тропова
Тропова — річка  в Україні, у Могилів-Подільському  районі Вінницької області. Ліва притока Дерли  (басейн Дністра).

## Опис
Довжина річки 8 км. Формується з багатьох безіменних струмків та водойм.  

## Розташування
Бере  початок на північному заході від Лозової. Тече переважно на південний захід через Тропове і впадає у річку Дерлу, ліву притоку Дністра.